# Список послов СССР и Российской Федерации в Мали
В статье представлен список послов СССР и России в Республике Мали.
- 8 октября — 14 октября 1960 года установлены дипломатические отношения на уровне посольств.

| Срок полномочий                   | Посол                         | Годы жизни | Вручение верительных грамот |
| --------------------------------- | ----------------------------- | ---------- | --------------------------- |
| СССР                              |                               |            |                             |
| 17 декабря 1960 — 26 декабря 1962 | Александр Иванович Лощаков    | 1910—2010  | 26 января 1961              |
| 26 декабря 1962 — 28 декабря 1965 | Иван Александрович Мельник    | 1914—1976  | 25 февраля 1963             |
| 28 декабря 1965 — 6 мая 1970      | Леонид Николаевич Мусатов     | 1921—2001  | 26 февраля 1966             |
| 6 мая 1970 — 31 августа 1974      | Владимир Иванович Юхин        | 1918—1992  | 3 июля 1970                 |
| 31 августа 1974 — 10 августа 1975 | Юрий Михайлович Золотов       | 1927—1975  | 4 октября 1974              |
| 7 июля 1976 — 23 декабря 1983     | Малик Сабирович Фазылов       | 1927—1995  | 13 августа 1976             |
| 24 декабря 1983 — 11 декабря 1987 | Евгений Викторович Нерсесов   | 1921—2009  | 15 марта 1984               |
| 11 декабря 1987 — 25 декабря 1991 | Александр Михайлович Трофимов | 1937—      |                             |
| Российская Федерация              |                               |            |                             |
| 25 декабря 1991 — 22 апреля 1992  | Александр Михайлович Трофимов | 1937—      |                             |
| 22 апреля 1992 — 1 июля 1996      | Павел Фёдорович Петровский    | 1947—      |                             |
| 1 июля 1996 — 24 ноября 2000      | Евгений Николаевич Корендясов | 1936—      |                             |
| 24 ноября 2000 — 3 августа 2005   | Анатолий Иванович Клименко    | 1947—      |                             |
| 3 августа 2005 — 14 июля 2010     | Анатолий Павлович Смирнов     | 1945—      |                             |
| 14 июля 2010 — 17 июня 2019       | Алексей Гайкович Дульян       | 1947—      | 17 сентября 2010            |
| 17 июня 2019 — наст. время        | Игорь Анатольевич Громыко     | 1954—      | 8 августа 2019              |